# Une chance de trop
Última oportunidad (en francés: Une chance de trop) es una serie de televisión francesa protagonizada por Alexandra Lamy y Pascal Elbé. Basada en la novela de Harlan Coben del mismo nombre, la serie salió al aire en TF1 el 15 de octubre de 2015, y consta de seis episodios. 
La serie se ha emitido en otros países, como Bélgica, Luxemburgo y España; esta última a través de La 1 desde el 23 de agosto de 2016.

## Sinopsis
La Doctora Alice Lambert (Alexandra Lamy) se despierta una semana después de un profundo coma. Descubre que su marido Laurent ha sido asesinado, y que su hija de seis meses, Tara, ha desaparecido. Con la ayuda de su mejor amigo Louis (Lionel Abelanski) y el policía de la brigada de anticorrupción Richard (Pascal Elbé), Alice tratará de encontrar a los secuestradores de su hija, y recuperar a Tara sana y salva.

## Reparto
- Alexandra Lamy: Alice Lambert
- Pascal Elbé: Richard Millot
- Lionel Abelanski: Louis Barthel
- Charlotte des Georges: Capitana Florence Romano
- Hippolyte Girardot: Comandante Cyril Tessier
- Didier Flamand: Edouard Delaunay
- Frédérique Tirmont: Edith Delaunay
- Lionnel Astier: Comisario Pistillo
- Samira Lachhab: Nadia Leroux
- Francis Renaud: Thierry Vergne
- Fanny Valette: Marjorie "Lisa" Leroy
- Sébastien Libessart: Samuel Armand
- Arièle Semenoff: Christine Lambert